# Степне (Костанайський район)
Степне́ (каз. Степной) — село у складі Костанайського району Костанайської області Казахстану. Входить до складу Айсаринського сільського округу.
Населення — 64 особи (2021; 77 у 2009, 262 у 1999, 237 у 1989).